# Paul Reynaud
Paul Reynaud (1878 – 1966) va ser un polític francès actiu en el període d'entre guerres i posteriorment després de la Segona Guerra Mundial. Va ser partidari del liberalisme econòmic i adversari d'Alemanya. Va ser el penúltim Primer Ministre de França de la Tercera República i el vicepresident del Partit de centre dreta, Aliança Republicana Democràtica. A partir de la invasió alemanya de França, el 1940, Reynaud persistentment va refusar un armistici i va dimitir. Va ser arrestat per l'administració de la França Lliure, comandada per Philippe Petain. Va ser empresonat a Alemanya i després a Àustria fins l'alliberament de 1945.

## Govern de Reynaud, 21 de març – 16 de juny de 1940
- Paul Reynaud – President del Consell i Ministre d'Afers Estrangers
- Camille Chautemps – Vicepresident del Consell
- Édouard Daladier – Ministre de Defensa Nacional i de Guerra
- Raoul Dautry – Ministre d'Armaments
- Henri Roy – Ministre de l'Interior
- Lucien Lamoureux – Ministre de Finances
- Charles Pomaret – Ministre deTreball
- Albert Sérol – Ministre de Justícia
- César Campinchi – Ministre de la Marina Militar
- Alphonse Rio – Ministre de laMarina Mercant
- Laurent Eynac – Ministre de l'Aire
- Albert Sarraut – Ministre d'Educació Nacional
- Albert Rivière – Ministre de Veterans i Pensionistes
- Paul Thellier – Ministre d'Agricultura
- Henri Queuille –Ministre de Subministres
- Georges Mandel – Ministre de Colònies
- Anatole de Monzie –Ministre d'Obres públiques
- Marcel Héraud – Ministre de Salut pública
- Alfred Jules-Julien – Ministre de Correus, Telègrafs, Telèfons i Transmissions
- Ludovic-Oscar Frossard – Ministre d'Informació
- Louis Rollin – Ministre de Comerç i Indústria
- Georges Monnet –Ministre de Blockade